# Миколо-Либідська церква
Миколо-Либідська церква — православна церква у Києві на вулиці Ямській, влаштована 1920 року та закрита у 1927 році.

## Історія храму
Під час Першої світової війни біля станції Київ-Товарний було відкрито церкву святого Миколая. Точне місце існування цієї церкви невідоме, відкрито ж її було близько 1915—1916 років. Відступаючи з міста 1920 року, поляки спалили низку споруд товарної станції і серед них згоріла церква.
Того ж 1920 року парафіяни почали пристосування дерев'яного бараку на початку вул. Ямської на церкву і вже у січні 1921 року зареєстрували громаду.
Церква була прямокутною у плані, вкритою залізом, поруч знаходився навіс-дзвіниця.
Ще у 1923 році розпочалася кампанія щодо закриття храму, однак ані тоді, ані 1925 року, коли тиск посилився, це зроблено не було. Оскільки на всю навколишню місцину ця церква єдина належала до традиційної православної церкви, кількість парафіян лише зростала.
Та 1927 року рішенням ВУЦВК церкву закрили. Формулювання було таке: «Через те, що ліквідацію цієї церкви вимагає план переустрою залізничного вузла і будування нового вокзалу в м. Києві, церкву необхідно закрити...».
Храм розібрали, однак місце, де він існував, досі вільне, на ньому облаштований пункт прийому вторсировини. З будматеріалів, що лишилися після розбирання церкви, збудували двоповерховий будинок-гуртожиток трохи далі по вулиці Ямській (№ 6/31).